# Ykkönen 2010
La Ykkönen 2010 fu la sedicesima edizione della seconda serie del campionato finlandese di calcio come Ykkönen. Il campionato, con il formato a girone unico e composto da quattordici squadre, venne vinto dal RoPS, che venne promosso in Veikkausliiga.

## Stagione

### Novità
Dalla Ykkönen 2009 venne promosso in Veikkausliiga l'Oulu, mentre vennero retrocessi in Kakkonen il TP-47, l'Atlantis e il Kiisto. Dalla Veikkausliiga 2009 venne retrocesso il RoPS, mentre dal Kakkonen vennero promossi l'MP, l'Espoo e l'OPS-jp.

### Formula
Le quattordici squadre si affrontavano due volte nel corso del campionato, per un totale di 26 giornate. La prima classificata veniva promossa direttamente in Veikkausliiga, mentre la seconda classificata affrontava la tredicesima classificata in Veikkausliiga in uno spareggio promozione/retrocessione. Le ultime tre classificate venivano retrocesse direttamente in Kakkonen.

## Squadre partecipanti
| Club          | Città       | Stadio                  | Stagione 2009                |
| ------------- | ----------- | ----------------------- | ---------------------------- |
| Espoo         | Espoo       | Leppävaaran stadion     | 1º posto in Kakkonen lohko B |
| Hämeenlinna   | Hämeenlinna | Kaurialan kenttä        | 6º posto in Ykkönen          |
| JIPPO         | Joensuu     | Keskusurheilukenttä     | 10º posto in Ykkönen         |
| Klubi 04      | Helsinki    | Finnair Stadium         | 8º posto in Ykkönen          |
| KooTeePee     | Kotka       | Arto Tolsa Areena       | 5º posto in Ykkönen          |
| KPV           | Kokkola     | Kokkolan Keskuskenttä   | 2º posto in Ykkönen          |
| MP            | Mikkeli     | Mikkelin Urheilupuisto  | 1º posto in Kakkonen lohko A |
| OPS-jp        | Oulu        | Castrén                 | 1º posto in Kakkonen lohko C |
| PK-35 Vantaa  | Vantaa      | ISS Stadion             | 9º posto in Ykkönen          |
| PoPa          | Pori        | Porin stadion           | 4º posto in Ykkönen          |
| PS Kemi Kings | Kemi        | Sauvosaari              | 7º posto in Ykkönen          |
| RoPS          | Rovaniemi   | Rovaniemen Keskuskenttä | 14º posto in Veikkausliiga   |
| TPV           | Tampere     | Tammela Stadion         | 11º posto in Ykkönen         |
| Viikingit     | Helsinki    | Vuosaaren Urheilukenttä | 3º posto in Ykkönen          |

## Allenatori
| Squadra     | Allenatore        |
| ----------- | ----------------- |
| Espoo       | Rami Luomapää     |
| Hämeenlinna | Teuvo Palkki      |
| JIPPO       | Mark Dziadulewicz |
| Klubi-04    | Pasi Rasimus      |
| KooTeePee   | Janne Hyppönen    |
| KPV         | Jarmo Korhonen    |
| MP          | Juuso Kangaskorpi |

| Squadra       | Allenatore        |
| ------------- | ----------------- |
| OPS-jp        | Luiz Antônio      |
| PK-35         | Mikko Lappalainen |
| PoPa          | Pertti Lundell    |
| PS Kemi Kings | Oleg Eprincev     |
| RoPS          | John Allen        |
| TPV           | Mourad Seddiki    |
| Viikingit     | Toni Korkeakunnas |

## Classifica finale
|  | Pos. | Squadra       | Pt | G  | V  | N  | P  | GF | GS | DR  |
|  | ---- | ------------- | -- | -- | -- | -- | -- | -- | -- | --- |
|  | 1.   | RoPS          | 54 | 26 | 15 | 9  | 2  | 61 | 17 | +44 |
|  | 2.   | Viikingit     | 52 | 26 | 15 | 7  | 4  | 49 | 19 | +30 |
|  | 3.   | PoPa          | 50 | 26 | 14 | 5  | 7  | 43 | 31 | +8  |
|  | 4.   | KPV           | 47 | 26 | 14 | 5  | 7  | 43 | 31 | +12 |
|  | 5.   | OPS-jp        | 40 | 26 | 11 | 7  | 8  | 34 | 29 | +5  |
|  | 6.   | Espoo         | 37 | 26 | 10 | 7  | 9  | 32 | 39 | -7  |
|  | 7.   | KooTeePee     | 35 | 26 | 10 | 5  | 11 | 28 | 24 | +4  |
|  | 8.   | PK-35 Vantaa  | 34 | 26 | 10 | 4  | 12 | 36 | 30 | +6  |
|  | 9.   | PS Kemi Kings | 31 | 26 | 7  | 10 | 9  | 31 | 39 | -8  |
|  | 10.  | Hämeenlinna   | 31 | 26 | 9  | 4  | 13 | 33 | 43 | -10 |
|  | 11.  | JIPPO         | 30 | 26 | 7  | 9  | 10 | 23 | 26 | -3  |
|  | 12.  | TPV           | 27 | 26 | 6  | 9  | 11 | 26 | 49 | -13 |
|  | 13.  | Klubi 04      | 17 | 26 | 4  | 5  | 17 | 21 | 50 | -29 |
|  | 14.  | MP            | 17 | 26 | 5  | 2  | 19 | 17 | 47 | -30 |

Legenda:
      Promossa in Veikkausliiga
 Ammessa allo spareggio promozione-retrocessione
      Retrocesse in Kakkonen
Note:
Tre punti a vittoria, uno a pareggio, zero a sconfitta.